# Zagrotes
Zagrotes es un género de arañas de tierra del orden Araneae.
 Fue descrito por Zamani, Chatzaki, Esyunin y Yuri Marusik en 2021.

## Especies
- Z. apophysalis Zamani, Chatzaki, Esyunin y Marusik, 2021
- Z. bifurcatus (Zamani, Chatzaki, Esyunin y Marusik, 2021)
- Z. borna Zamani y Marusik, 2021
- Z. parla Zamani y Marusik, 2021